# لاد هیل (اورگن)
لاد هیل (به انگلیسی: Ladd Hill) یک منطقهٔ مسکونی در ایالات متحده آمریکا است که در شهرستان کلاکاماس، اورگن واقع شده‌است. لاد هیل ۱۰۳ متر بالاتر از سطح دریا واقع شده‌است.